# 7,62×25 мм ТТ
7,62×25 мм Токарєв російський пляшкоподібний пістолетний набій широко використовувався у Радянському Союзі та його колишніх союзників, Китаї та Пакистані. Зараз набій замінено на набій 9×18 мм Макаров.

## Історія
До початку Першої світової війни, у всьому світі отримав популярність пістолет 7,63 × 25 мм Mauser C96. У 1908, пістолет C96 було включено до переліку зброї яку могли придбати для себе царські офіцери замість стандартного револьвера Наган M1895. У період з 1914 по 1917, було отримано багато пістолетів як трофеї німецької та турецької армій. Пістолет Маузера і набій до нього використовували під час громадянської війни у Росії та у 1920—ті, за часів тісних взаємовідносин між Радянською Росією і Веймарською республікою, Червона армія замовляла багато пістолетів Маузер які мали назву Боло (більшовицький), а також набої до нього, для своїх командирів. Також на Подольській збройній фабриці почали виробляти копію цього набою, Радянський Союз придбав ліцензію і виробниче обладнання у DWM у Німеччині для виробництва набою. У 1929, Наркомат Артилерії зробив пропозицію про випуск власних пістолетів під набій Маузера. Після тривалих досліджень і розробок, було прийнято рішення про випуск «Пістолетного набою зразка 1930 7,62 мм», на основі набою Маузера з мінімальними змінами, який став основним набоєм для радянських пістолетів та пістолетів-кулеметів. Ранні версії пістолета-кулемета Василя Дегтярьова — ППД-40 мали відмітку «Під набій калібру 7,62 мм Маузер».

## Конструкція
Набій є покращеною радянською версією набою 7,63×25 мм Mauser. У Радянському Союзі випускали велику кількість набоїв з різними кулями для пістолетів-кулеметів. Сюди входили бронебійні, трасуючі та запалювальні кулі. Цей набій мав високу бронебійність і міг пробивати легкі бронежилети (NIJ рівнів I та IIA) такі як кевларові шоломи, наприклад американський шолом PASGT. При стрільбі з карабіну куля може пробивати NIJ рівня II, але не може пробити бронежилет NIJ рівня IIIA. Хоча зброя під цей калібр визнана застарілою і не використовується військовими, деякі поліційні та спеціальні підрозділи у Росії, Пакистані та (в основному) у Китаї можуть досі використовувати ці набої, через те що велика їх кількість зберігається на складах амуніції.
Існує поширена помилка, що набої 7,62 мм ТТ, які у великій кількості зберігаються у США, використовують вкриті міддю кулі з низьковуглецевої сталі, через що зростає шанс небезпечних рикошетів при стрільбі по броньованим цілям та можливість ушкодження кулеуловлювачів при стрільбі полігонах. У той час як у всьому світі використовують набої 7,62×25 мм з кулями зі сталевим сердечником, імпортовані до Сполучених Штатів набої 7,62×25 мм, мають сталеві кулі вкриті міддю що є незаконним; за Федеральним законом вони визначаються як бронебійні боєприпаси для пістолета. Сталеві кулі які продають у США не мають покриття міді і вважаються менш небезпечними у сенсі рикошетів ніж кулі з мідною оболонкою.
Перероблені гільзи можна зробити шляхом зменшення розміру та обрізання латунної гільзи 9 мм Winchester Magnum або як варіант переробити набій 5,56×45 мм NATO.
У 2012 набої 7,62×25 можна було імпортувати з Румунії, Чехословаччини, Болгарії, Сербії та Росії.

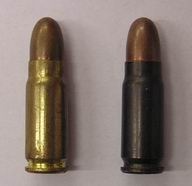
Набої 7,62 мм Токарєв. Ліворуч: Куля з суцільнометалевою оболонкою у латунній гільзі. Праворуч: лакована сталева гільза.
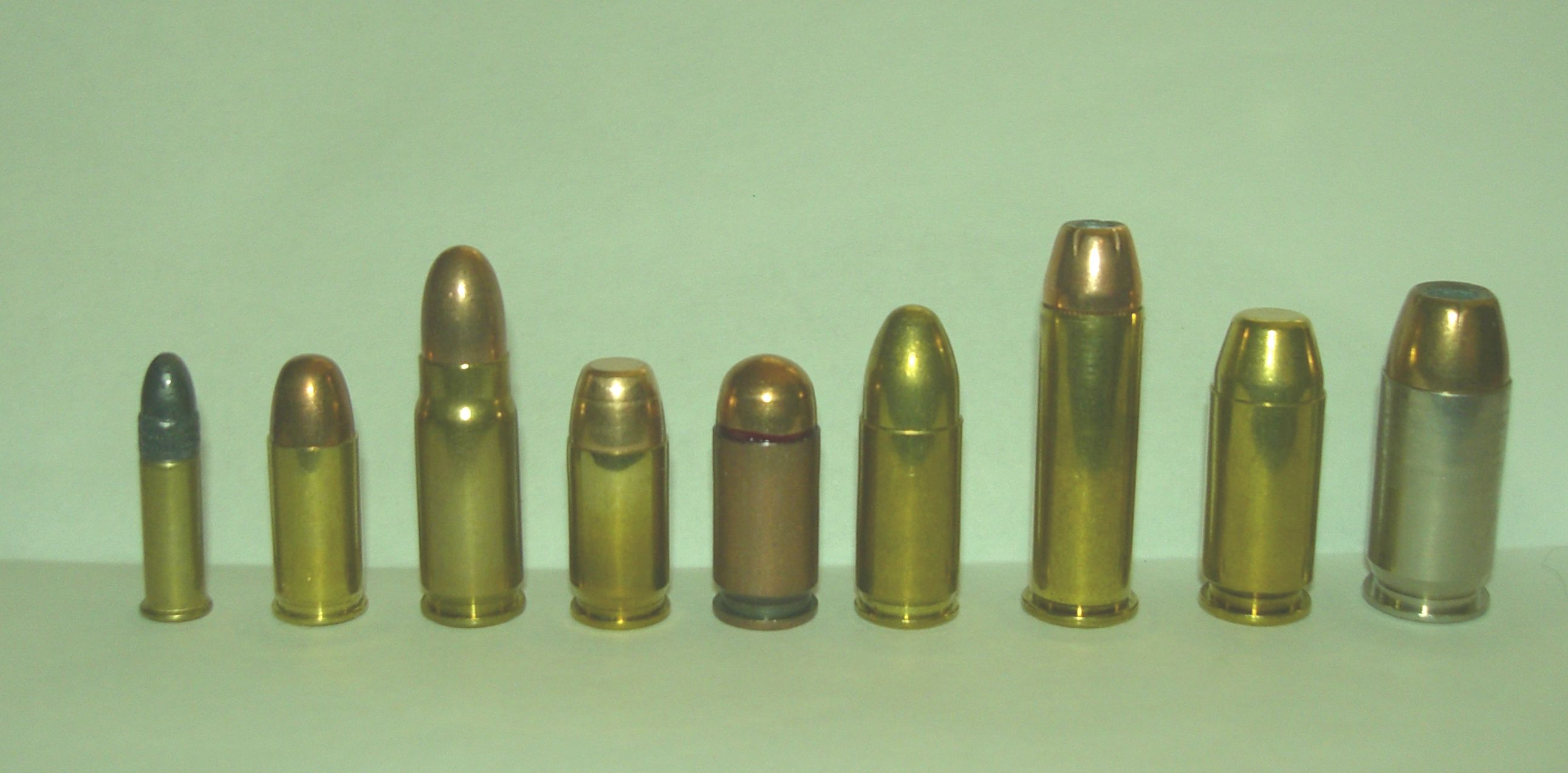
Порівняння набої 22 Long Rifle (свинцева тупоноса куля), .32 ACP/7,65 мм Browning, 7,62×25 мм Токарев, .380 ACP / 9 мм Kurz, 9 мм Макаров, 9×19 мм Parabellum, .38 Special (порожниста), .40 Smith & Wesson, .45 ACP (порожниста)
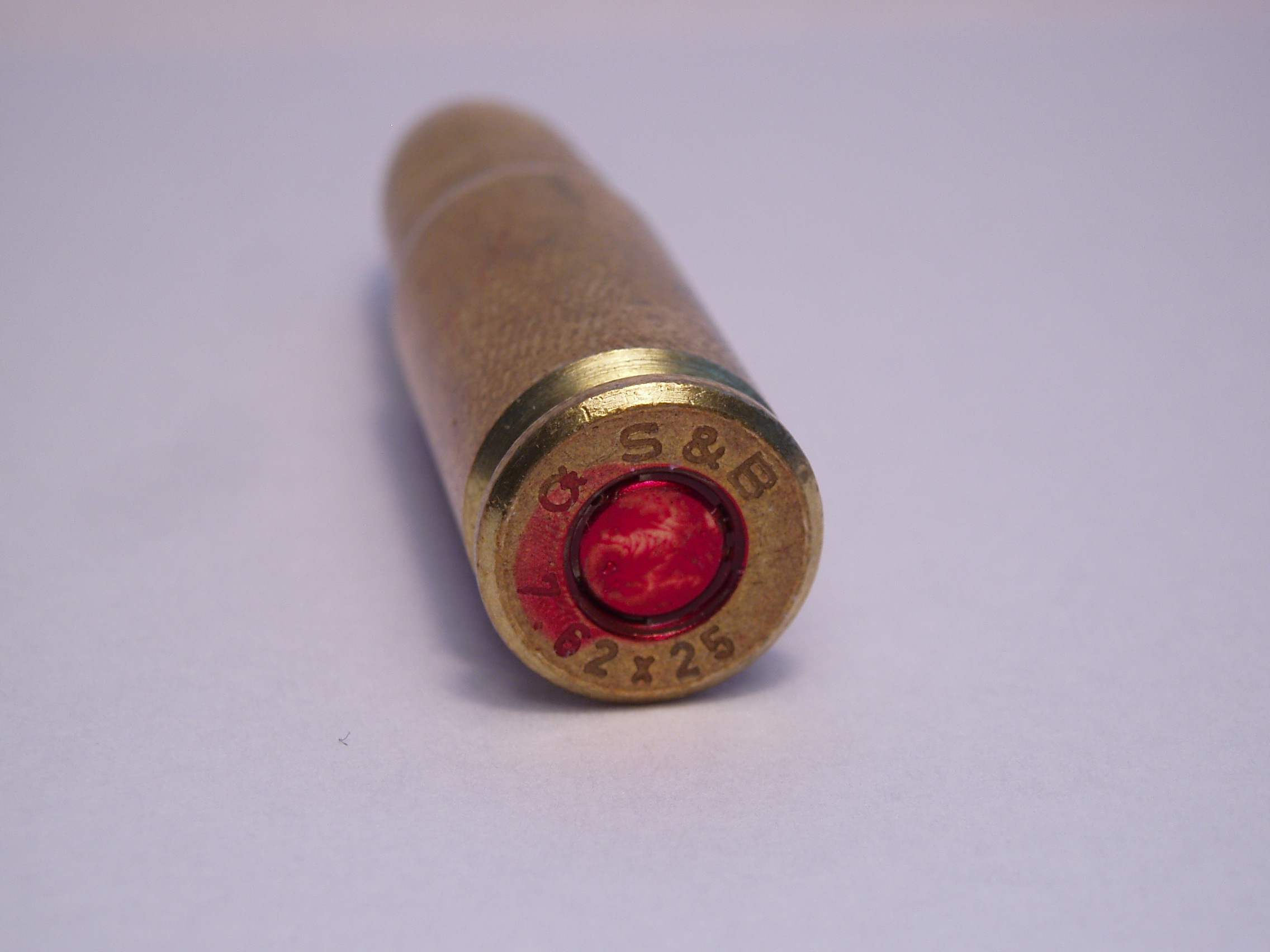
Штамповане донце набою 7,62 мм Токарєв виробництва Sellier & Bellot

## Ефективність
Швидкість кулі при стрільбі з пістолета коливалася від 1300 до 1800 fps. Загальна швидкість буде на рівні 442 метри за секунду (1 450 фут/с) з дуловою енергією 544 джоулі (401 фут⋅фунтс). В залежності від країни-виробника набоїв їх якість і ефективність коливаються. Деякі набої сучасного випуску для цивільного використання мають швидкість приблизно 1 560 футів за секунду (480 м/с). Wolf Gold FMJ має швидкість 1 720 футів за секунду (520 м/с) з енергією 570 фунт-сила-футів (770 Дж). Деякі набої, наприклад Wolf Gold та Sellier & Bellot, використовують капсуль Боксера, латунні гільзи, які можна перезаряджати.

## Відомі набої
Радянський П—41 мав вагу 74 грани, з порожнею сталевою кулею, запалювальним варіантом набою для ППШ-41 та ППС-43 під час Другої світової війни. Цей набій мав дулову швидкість 1600 футів за секунду.
Китайський набій 7,62 мм Type P спеціальний дозвуковий, важкий набій з гостроносою кулею для використання у безшумній зброї. Стандартний китайський набій має назву Type 51.

## Зброя і використання

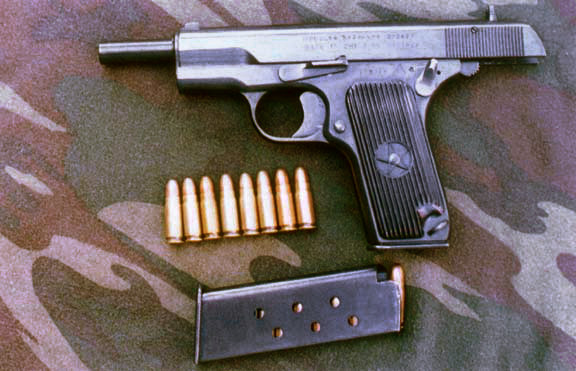
Китайська копія ТТ—33 під назвою Type 54 під набій 7,62×25 мм

Найвідомішою зброєю яка використовувала цей набій був пістолет Токарєв TT—33, який був табельною зброєю у Червоній армії з 1930—х до середини 1960—х. Його використовували у чеському пістолеті ČZ vz. 52, який був на озброєнні у Чехії з 1952 до 1982. Набій також використовували у деяких пістолетах—кулеметах, в тому числі у радянських ППД—40, ППШ-41 та ППС-43, російському ПП—19 Бізон, у східно-німецькому WG66, у чеських Sa 24 та Sa 26.
Самою дивною зброєю під цей набій був легкий кулемет ЛАД (вага порожнього 5,6 кг, довжина 960 мм), розробки радянських конструкторів В. Ф. Лютого, М. М. Афанасьєва та В. С. Дайкіна у 1942—1943. Було зроблено два прототипи, на озброєння він прийнятий не був.
За межами РЕВ набій не був поширений; але після закінчення Холодної війни, багато зброї, особливо пістолетів, почало експортуватися на захід, а набій виробляють до сих пір. Набій використовують у російських пістолеті ОТ-27 Бердиш та пістолеті-кулеметі ОТ-39, у північно-в'єтнамських K—50M та VPA/Viet Minh перероблених MAS-38 (MAS Mle 1938) та MAT-49, та югославських M49 та M56, зброя була зроблена на основі німецького пістолета-кулемета MP40. Також є переробки гвинтівок Мосін—Наган під цей набій.

## Синоніми
- 7,62 мм Type P
- 7,62 мм Type 51
- 7,62 мм Токарєв
- 7,62×25 мм TT
- .30 Токарєв
- Czech M48
- 7,62 TT
- Norinco DA P762
- .30 Bore .